# Clionaidae
Clionaidae d'Orbigny, 1851 è una famiglia di Demospongiae. sono dei poriferi noti per essere in grado di perforare i substrati calcarei attaccando il carbonato di calcio dei coralli, delle rocce calcaree o delle conchiglie dei molluschi che colonizzano. Queste specie sono note come spugne perforanti o “Boring sponges”.

## Tassonomia
Comprende i seguenti generi:
- Cervicornia Rützler & Hooper, 2000
- Cliona Grant, 1826
- Clionaopsis Rützler, 2002
- Cliothosa Topsent, 1905
- Dotona Carter, 1880
- Dyscliona Kirkpatrick, 1900
- Pione Gray, 1867
- Scolopes Sollas, 1888
- Spheciospongia Marshall, 1892
- Spiroxya Topsent, 1896
- Volzia Rosell & Uriz, 1997